# Jamal Khashoggi
Jamal Khashoggi (13. listopada 1958. – 2. listopada 2018.) bio je saudijski novinar, autor i bivši generalni menadžer i urednik saudijskog televizijskog kanala Al-Arab. Također je bio urednik saudijskih novina Al Watan, a od rujna 2017. stalni kolumnist Washington Posta. Bio je i povremeni politički komentator za Al Jazeeru, BBC, Dubai TV i MBC. 
U rujnu 2017. pobjegao je iz Saudijske Arabije, a kao razlog naveo je kako mu je država zabranila korištenje društvene mreže Twitter. Bio je poznat po kritiziranju saudijske državne politike i kritiziranju saudijskog princa Mohammada bin Salmana. Protivio se saudijskoj vojnoj intervenciji u Jemenu.
Ubijen je 2. listopada 2018. unutar saudijskog konzulata u Istanbulu.
Dana 11. prosinca 2018. godine američki časopis Time imenovao ga je osobom godine zbog njegovog uspješnog novinarskog rada, a posebice zbog uspješnog rada unatoč konstantnim opasnostima od političkog progona.

## Obrazovanje i obitelj
Rođen je u Medini, nećak je saudijskog poslovnjaka i trgovca oružjem Adnana Khashoggija koji je bio jedan od aktera političkog skandala Iran-Contra.
Osnovnu i srednju školu završio je u Saudijskoj Arabiji, a preddiplomski studij poslovne administracije završio je u SAD-u (sveučilište u Indiani).

## Politička stajališta

### Saudijska Arabija
Smatrao je da se državna politika treba vratiti u klimu kakva je prevladavala prije 1979. kada se vlada ograđivala i držala podalje vehabističke ideologije i tradicije. Smatrao je kako žene trebaju imati ista prava kao i muškarci te je bio kritičar saudijske opresije nad slobodom govora i izražavanja. U jednoj od svojih kolumni izjavio je kako "Saudijci moraju pronaći način kako će zajedno uklopiti sekularizam i Islam kao što je to napravila Turska". U jednoj od svojih kolumni rekao je kako "bin Salman [princ] mora prekinuti svoju kampanju protiv političkog Islama i svoje očite netolerancije prema temeljnim demokratskim principima kao što su sloboda govora".

### Jemen
Snažno se protivio vojnoj intervenciji Saudijske Arabije u Jemenu. Priznao je da je u jeku izbijanja krize intervenciju podržavao jer je bio zabrinut zbog mogućeg jačanja Iranskog utjecaja u regiji podržavanje Houthija, ali je postao kritičan zbog masovnih stradavanja civila, morske blokade i trošenja "jedne trećine saudijskih financijskih rezervi koje su se smanjile na oko 400 milijardi američkih dolara". Smatrao je kako je jedino rješenje jemenske krize zaustavljanje rata te da prekid vatre treba inicirati Saudijska Arabija.

## Odnos s Osamom bin-Ladenom
Bin-Ladena je upoznao tijekom 1980-tih i 1990-tih godina u Afganistanu. Intervjuirao ga je više puta u Tora Bori (kompleks špilja u Afganistanu) te jednom (1995.) u Sudanu. Saudijska televizija Al-Arabiya u svojoj je reportaži iznijela podatak da je Khashoggi jednom pokušao uvjeriti bin-Ladena da odustane od nasilja, a bio je "vrlo iznenađen [1997.] kada je vidio Osamu kako se okreće radikalizmu". Nakon terorističkih napada 9. rujna 2001. potpuno se distancirao i ogradio od bin-Ladena.

## Smrt
Khashoggi je ubijen 2. listopada 2018. godine u zgradi konzulata Saudijske Arabije u Istanbulu. Prema CNN-u čiji je izvor pročitao transkript audio snimke snimljene netom prije ubojstva posljednje riječi novinara bile su "ne mogu disati". Na početku istrage Turska je smatrala kako je ubojstvo naručeno i unaprijed smišljeno, dok su Saudijci to negirali. Khashoggi je ušao u konzulat s ciljem vađenja dokumenata potrebnih za vjenčanje, a videosnimke sigurnosnih kamera pokazale su da iz konzulata nikad nije izašao. 
Nakon osam dana istrage Saudijska Arabija priznala je da se ubojstvo dogodilo unutar konzulata. Uhićeno je 18 državljana Saudijske Arabije uključujući tim od 15 operativaca. 19. listopada saudijski državni tužitelj izjavio je kako je istražni tim pronašao dokaze kako je napad izveden planski i ciljano, a 15. studenog objavljeno je kako je 11 Saudijaca dovedeno pred sud i optuženo za ubojstvo Khashoggija te da pet individualaca mogu dobiti smrtnu kaznu. Saudijska Arabija odbila je izručiti osumnjičenike za ubojstvo novinara.
16. studenog 2018. američka obavještajna agencija CIA objavljuje dokument baziran na dokazima koji upućuju da je saudijski princ bin Salman naručio ubojstvo Khashoggija. 20. studenog 2018. američki predsjednik Donald Trump opovrgnuo je medijske zaključke i natpise oko poveznice saudijskog državnog vrha i ubojstva novinara. Nikki Haley, američka političarka i veleposlanica pri UN-u u intervjuu za magazin The Atlantic izjavila je kako Sjedinjene Američke Države ne mogu progledati kroz prste Saudijskoj Arabiji zbog ubojstva Khashoggija te da se ovakvo nasilničko ponašanje ne smije tolerirati.
U veljači 2021. godine obavještajne službe SAD-a objavile su izvješće u kojem iskazuju stajalište da je princ Saudijske Arabije odobrio operaciju koja je dovela do smrti Khashoggija. U obrazloženju se navodi kako od 2017. princ ima potpunu kontrolu nad sigurnosnim sustavom Saudijske Arabije te da je malo vjerojatno kako bi službenici tamošnjih službi izveli operaciju ovakvog tipa samostalno, tj. bez odobrenja samog vrha - u ovom slučaju prinčeve autorizacije.
Na petu godišnjicu ubojstva Jamala Khashoggija u saudijskom konzulatu u Istanbulu, Amnesty International istaknuo je nedostatak pravde i pozvao na međunarodnu istragu zločina. Saudijske vlasti zaključile su Khashoggijev slučaj 2019. zatvorenim suđenjem, ali međunarodna kontrola, uključujući UN, smatra da je riječ o izvansudskom ubojstvu s predumišljajem počinjenom od strane države.